# Pitijske igre
Pitijske igre (ili Delfijske igre) su bile jedne od četiri Panhelenskih (svegrčkih) igara stare Grčke iz kojih su se razvile moderne Olimpijske igre. Igre su se održavale svake četiri godine na Apolonovom svetištu u Delfima.
Jedne su od četiriju panhelenskih igara koje su činile Olimpijske, Nemejske i Istmijske.
Igre su održavane u čast boga Apolona dvije godine nakon (a dvije godine prije) 
Olimpijskih igara, između Nemejskih i Istmijskih (Istmijade) igara. Igre su osnovane 
negdje u 6. stoljeću prije Krista, za razliku od Olimpijskih igara, na Pitijskim igrama postojala su natjecanja u glazbi i poeziji. Natjecanja u glazbi i poeziji predhodila su i bila uvod u atletski dio igara. Za Pitijske igre se govorilo da ih je pokrenuo sam bog Apolon nakon što je ubio Pitona i osnovao proročište u Delfima. Inače, sportska, atletska događanja bila su ista kao i kod Olimpijskih igara. Na Pitijskim igrama slavne su bile utrke četveroprega koje su se održavale na hipodromu u ravnici, nedaleko od mora, pored mjesta gdje se nalazio izvorni stadion. 
Pobjednici na Pitijskim igrama dobivali su kao nagradu - lovorov vijenac, iz svetoga gaja boga Apolona, kod grada Tempe u Tesaliji. Manje inačice Pitijskih igara i svečanosti održavale su se u mnogim drugim gradovima Levanta i Grčke.

## Povijest
Pitijske igre otpočele su 582. pr. Kr. kada je uprava nad igrama data Delfskoj Amfiktioniji, vijeću koje je tvorilo dvanaest grčkih plemena, oni su bili organizatori mira i okončanja ratova. Od tada igre se nisu održavale svakih osam godina kao do tada, već svake četiri godine, dvije godine prije početka Olimpijskih igara, najvjerojatnije na kraju kolovoza.
Igre su trajale tri mjeseca, za to vrijeme vrijedio je Sveti delfski mir među grčkim plemenima. 
Godine 394. kršćanski rimski car Teodozije I. Veliki koji je prenio prijestolnicu carstva u Carigrad zabranio je daljnje održavanje delfskih igara jer nisu u skladu s kršćanstvom.

## Vanjske poveznice
- III. Delfijske igre mladih 2007 Baguio City / Filipini 10. - 15. studenog